# Autodysocjacja wody

Temperaturowa zależność iloczynu jonowego wody (przy stałym ciśnieniu absolutnym 25 MPa)

Ciśnieniowa zależność iloczynu jonowego wody (przy stałej temperaturze 25 °C)

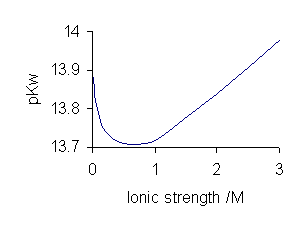
Zależność iloczynu jonowego wody od siły jonowej (przy stałej temperaturze 25 °C). Stężenie w jednostkach mol/L NaCl.

Autodysocjacja wody lub autoprotoliza wody – samorzutna autodysocjacja cząsteczek wody pozostających w stanie ciekłym. Proces ten ma duże znaczenie praktyczne – decyduje m.in. o zdolności wody do rozpuszczania substancji jonowych a stała równowagi tej reakcji stanowi podstawę skali pH.
Przebieg reakcji autodysocjacji wody:
H2O + H2O ⇌ H3O+ + OH−

## Stałe reakcji
Zaniedbując aktywności, stałą równowagi tej reakcji można zdefiniować wzorem:
{\displaystyle K_{dys,w}=\mathrm {\frac {[H_{3}O^{+}][OH^{-}]}{[H_{2}O]^{2}}} }
W warunkach standardowych ma ona wartość 3,23×10−18 co w praktyce oznacza, że jest ona bardzo silnie przesunięta w stronę substratu, czyli niezdysocjowanej formy wody. W idealnie czystej wodzie w warunkach standardowych stężenie jonów [H3O]+ i [OH]− wynosi ok. 10−7 mol/l.
Stała kwasowa dana wzorem:
Ka = Keq[H2O] = ([H3O+][OH−])/[H2O]
gdzie [H2O] ≈ 55,6 mol/dm3
ma w warunkach standardowych wartość 1,8×10−16.
Podane powyżej wartości otrzymane są przy użyciu stężenia molowego wody. Wartości numeryczne tych stałych byłyby znacząco inne w przypadku użycia aktywności rozpuszczalnika zamiast jego stężenia, ponieważ aktywność czystego rozpuszczalnika jest w termodynamice chemicznej zwykle przyjmowana jako równa jedności, podczas gdy stężenie molowe czystej wody wynosi około 55,6 mol/l.

## Iloczyn jonowy wody
W przypadku rozcieńczonych roztworów wodnych można przyjąć, że stężenie molowe niezdysocjowanej formy wody jest stałą, a aktywność czystego rozpuszczalnika wynosi 1. Obserwacja ta stanowi podstawę definicji iloczynu jonowego wody. Zaniedbując aktywności:
Kw = Ka[H2O] = K(dys, w)[H2O]2 = [H3O+][OH−]
Wartość iloczynu jonowego wody w temperaturze pokojowej wynosi ok. 10−14.
Podobnie jak dla innych bardzo małych wartości wywodzących się z definicji stałej równowagi, jak iloczyn rozpuszczalności czy stała dysocjacji lub przy określaniu stężenia jonów hydroniowych oraz wodorotlenowych, wartość iloczynu jonowego podaje się jako −log10Kw (p jest operatorem oznaczającym obliczenie −log10):
pKw = −log10Kw
Wartość pKw ≈ 14 (w temperaturze pokojowej).

### W innych temperaturach/ciśnieniach
Przy normalnym ciśnieniu atmosferycznym woda jest ciekła w zakresie 0–100 °C. Wraz ze wzrostem temperatury dysocjacja staje się łatwiejsza (reakcja endotermiczna) i iloczyn jonowy Kw rośnie, a pKw spada. Wartość pKw zmienia się od ok. 14,95 w temperaturze 0 °C przez 14,0 (25 °C) i 13,0 (60 °C) do 11,25 w temperaturze 100 °C. W mniejszym stopniu, iloczyn jonowy wody zależy również od ciśnienia (zwiększona dysocjacja przy wyższym ciśnieniu). W warunkach podwyższonego ciśnienia, woda może pozostać ciekła aż do temperatury krytycznej. Iloczyn jonowy ciekłej wody zwiększa się ze zwiększającą się temperaturą aż do temperatury około 260 °C, a potem spada. Właściwości kwasowo-zasadowe wody w szerokim zakresie temperatur i ciśnień mają duże znaczenie praktyczne (na przykład, korozja w elektrowniach).

## Związek z pH
Wartość pKw ma kluczowe znaczenie dla definicji skali pH. Między pH i pKw występuje zależność:
pH + pOH = pKw
W idealnie czystej wodzie stężenia jonów [OH]− i [H3O]+ są sobie równe, stąd:
{\displaystyle \mathrm {[H_{3}O^{+}]=[OH^{-}]} ={\sqrt {K_{w}}}}
oraz (po zlogarytmowaniu obu stron):
pH = pOH = ½pKw
Wartość pH = pOH w czystej wodzie, tzw. pH neutralne, wynosi 7,00 (25 °C, ciśnienie absolutne 100 kPa) i określa umowny środek skali pH25 °C. Generalnie, wartość neutralnego pH zależy od temperatury (i w mniejszym stopniu od ciśnienia) i jest równe ½pKw.